# Kajakarstwo na Letnich Igrzyskach Olimpijskich 1968 – K-4 1000 m mężczyzn
K-4 1000 m mężczyzn – jedna z konkurencji rozgrywanych w ramach kajakarstwa, podczas letnich igrzysk olimpijskich w 1968. Eliminacje odbyły się 22 października, repasaże – 23 października, półfinały – 24 października, a finał został zaś rozegrany 25 października.
Do eliminacji zgłoszonych zostało 19 państw, z których każde reprezentowane było przez czterech zawodników. Z każdej rundy eliminacyjnej trójka zespołów z najlepszymi czasami awansowała bezpośrednio do półfinału, pozostałe zaś przystąpiły do fazy rewanżowej, w której trójka najszybszych zespołów awansowała także do fazy półfinałowej. Z każdej rundy półfinałowej trójka najszybszych kajakarskich czwórek awansowała do finału.
Zawody w tej konkurencji wygrali reprezentanci Norwegii w składzie: Steinar Amundsen, Egil Søby, Tore Berger, Jan Johansen. Drugą pozycję zajęli zawodnicy z Rumunii: Anton Calenic, Dimitrie Ivanov, Haralambie Ivanov, Mihai Țurcaș, trzecią zaś reprezentujący Węgry: Csaba Giczy, István Tímár, Imre Szöllősi, István Csizmadia.

## Wyniki

### Eliminacje
Bieg 1
| Miejsce | Zawodnicy                                                            | Państwo   | Wynik   |
| ------- | -------------------------------------------------------------------- | --------- | ------- |
| 1.      | Anton Calenic Dimitrie Ivanov Haralambie Ivanov Mihai Țurcaș         | Rumunia   | 3:18,00 |
| 2.      | Steinar Amundsen Egil Soby Tore Berger Jan Johansen                  | Norwegia  | 3:19,60 |
| 3.      | Karl-Gustav von Alfthan Heikki Mäkelä Jorma Lehtosalo Ilkka Nummisto | Finlandia | 3:21,10 |
| 4.      | Jean Boudehen Jean-Pierre Cordebois Albert Mayer Claude Picard       | Francja   | 3:22,60 |
| 5.      | Harry Sorensen Jorgen Andersen Hans-Viggo Knudsen Steen Lund Hansen  | Dania     | 3:23,30 |
| 6.      | Phil Coles Dennis Green Gordon Jeffery Barry Stuart                  | Australia | 3:27,30 |
| 7.      | José Perurena Ángel Villar Gerardo López Pedro Cuesta                | Hiszpania | 3:40,40 |

Bieg 2
| Miejsce | Zawodnicy                                                           | Państwo           | Wynik   |
| ------- | ------------------------------------------------------------------- | ----------------- | ------- |
| 1.      | Csaba Giczy István Tímár Imre Szöllősi István Csizmadia             | Węgry             | 3:18,60 |
| 2.      | Nykołaj Czużykow Juryj Stecenko Dmitrij Matwiejew Heorhyj Kariuchyn | ZSRR              | 3:18,90 |
| 3.      | Ewald Janusz Ryszard Marchlik Rafał Piszcz Władysław Zieliński      | Polska            | 3:21,70 |
| 4.      | Bernd Guse Erich Kemnitz Jochen Schneider Erich Suhrbier            | RFN               | 3:23,80 |
| 5.      | Toon Geurts Jan Wittenberg Paul Bunschoten Bram Muusse              | Holandia          | 3:31,40 |
| 6.      | Lester Cutler Ernst Heincke Mervil Larson John Pickett              | Stany Zjednoczone | 3:31,70 |

Bieg 3
| Miejsce | Zawodnicy                                                         | Państwo         | Wynik   |
| ------- | ----------------------------------------------------------------- | --------------- | ------- |
| 1.      | Helmut Hediger Kurt Lindlgruber Günther Pfaff Gerhard Seibold     | Austria         | 3:21,70 |
| 2.      | Joachim Wenzke Klaus-Uwe Will Erhard Riedrich Klaus-Peter Ebeling | NRD             | 3:23,50 |
| 3.      | Per Larsson Hans Nilsson Tord Sahlén Ake Sandin                   | Szwecja         | 3:24,50 |
| 4.      | Alistair Wilson Alan Edwards Michael Mean John Oliver             | Wielka Brytania | 3:30,50 |
| 5.      | Carlos Graeff Luis Lozano Roberto Heinze Hauser Carlos Prendes    | Meksyk          | 3:37,00 |
| 6.      | Arpad Simonyik Wolfgang Ruck Gabor Joo Jean Barré                 | Kanada          | 3:39,00 |

### Repasaże
Bieg 1
| Miejsce | Zawodnicy                                                      | Państwo   | Wynik   |
| ------- | -------------------------------------------------------------- | --------- | ------- |
| 1.      | Toon Geurts Jan Wittenberg Paul Bunschoten Bram Muusse         | Holandia  | 3:26,86 |
| 2.      | Jean Boudehen Jean-Pierre Cordebois Albert Mayer Claude Picard | Francja   | 3:28,80 |
| 3.      | Phil Coles Dennis Green Gordon Jeffery Barry Stuart            | Australia | 3:31,79 |
| 4.      | Carlos Graeff Luis Lozano Roberto Heinze Hauser Carlos Prendes | Meksyk    | 3:36,90 |

Bieg 2
| Miejsce | Zawodnicy                                                           | Państwo           | Wynik   |
| ------- | ------------------------------------------------------------------- | ----------------- | ------- |
| 1.      | Alistair Wilson Alan Edwards Michael Mean John Oliver               | Wielka Brytania   | 3:26,01 |
| 2.      | Bernd Guse Erich Kemnitz Jochen Schneider Erich Suhrbier            | RFN               | 3:30,58 |
| 3.      | Harry Sorensen Jorgen Andersen Hans-Viggo Knudsen Steen Lund Hansen | Dania             | 3:30,92 |
| 4.      | José Perurena Ángel Villar Gerardo López Pedro Cuesta               | Hiszpania         | 3:30,93 |
| 5.      | Lester Cutler Ernst Heincke Mervil Larson John Pickett              | Stany Zjednoczone | 3:32,21 |

### Półfinały
Bieg 1
| Miejsce | Zawodnicy                                                           | Państwo  | Wynik   |
| ------- | ------------------------------------------------------------------- | -------- | ------- |
| 1.      | Anton Calenic Dimitrie Ivanov Haralambie Ivanov Mihai Țurcaș        | Rumunia  | 3:19,88 |
| 2.      | Per Larsson Hans Nilsson Tord Sahlén Ake Sandin                     | Szwecja  | 3:20,18 |
| 3.      | Harry Sorensen Jorgen Andersen Hans-Viggo Knudsen Steen Lund Hansen | Dania    | 3:21,27 |
| 4.      | Toon Geurts Jan Wittenberg Paul Bunschoten Bram Muusse              | Holandia | 3:21,60 |
| –       | Nykołaj Czużykow Juryj Stecenko Dmitrij Matwiejew Heorhyj Kariuchyn | ZSRR     | DNF     |

Bieg 2
| Miejsce | Zawodnicy                                                            | Państwo         | Wynik   |
| ------- | -------------------------------------------------------------------- | --------------- | ------- |
| 1.      | Csaba Giczy István Tímár Imre Szöllősi István Csizmadia              | Węgry           | 3:20,03 |
| 2.      | Karl-Gustav von Alfthan Heikki Mäkelä Jorma Lehtosalo Ilkka Nummisto | Finlandia       | 3:21,70 |
| 3.      | Joachim Wenzke Klaus-Uwe Will Erhard Riedrich Klaus-Peter Ebeling    | NRD             | 3:23,30 |
| 4.      | Phil Coles Dennis Green Gordon Jeffery Barry Stuart                  | Australia       | 3:24,79 |
| 5.      | Alistair Wilson Alan Edwards Michael Mean John Oliver                | Wielka Brytania | 3:25,48 |

Bieg 3
| Miejsce | Zawodnicy                                                      | Państwo  | Wynik   |
| ------- | -------------------------------------------------------------- | -------- | ------- |
| 1.      | Steinar Amundsen Egil Soby Tore Berger Jan Johansen            | Norwegia | 3:18,29 |
| 2.      | Helmut Hediger Kurt Lindlgruber Günther Pfaff Gerhard Seibold  | Austria  | 3:20,47 |
| 3.      | Ewald Janusz Ryszard Marchlik Rafał Piszcz Władysław Zieliński | Polska   | 3:21,29 |
| 4.      | Jean Boudehen Jean-Pierre Cordebois Albert Mayer Claude Picard | Francja  | 3:23,51 |
| 5.      | Bernd Guse Erich Kemnitz Jochen Schneider Erich Suhrbier       | RFN      | 3:26,12 |

### Finał
| Miejsce | Zawodnicy                                                            | Państwo   | Wynik   |
| ------- | -------------------------------------------------------------------- | --------- | ------- |
| 01 !    | Steinar Amundsen Egil Soby Tore Berger Jan Johansen                  | Norwegia  | 3:14,38 |
| 02 !    | Anton Calenic Dimitrie Ivanov Haralambie Ivanov Mihai Țurcaș         | Rumunia   | 3:14,81 |
| 03 !    | Csaba Giczy István Tímár Imre Szöllősi István Csizmadia              | Węgry     | 3:15,10 |
| 4.      | Per Larsson Hans Nilsson Tord Sahlén Ake Sandin                      | Szwecja   | 3:16,68 |
| 5.      | Karl-Gustav von Alfthan Heikki Mäkelä Jorma Lehtosalo Ilkka Nummisto | Finlandia | 3:17,28 |
| 6.      | Joachim Wenzke Klaus-Uwe Will Erhard Riedrich Klaus-Peter Ebeling    | NRD       | 3:18,03 |
| 7.      | Helmut Hediger Kurt Lindlgruber Günther Pfaff Gerhard Seibold        | Austria   | 3:18,95 |
| 8.      | Ewald Janusz Ryszard Marchlik Rafał Piszcz Władysław Zieliński       | Polska    | 3:22,10 |
| 9.      | Harry Sorensen Jorgen Andersen Hans-Viggo Knudsen Steen Lund Hansen  | Dania     | 3:25,64 |